# 王学荆
王学荆（1937年—），男，中国生物化学家，中央研究院院士，曾任香港科技大学生物化学系系主任、教授。